# زندگی سریع (آلبوم حادیثه)
زندگی سریع آلبومی از حادثه است که در ۱۵ مه ۲۰۰۹ منتشر شد.